# Serpent de Pascaud
Pour les articles homonymes, voir Pascaud.
Le Serpent de Pascaud est un site archéologique de Guyane situé sur la commune de Rémire-Montjoly. 
Comprenant neuf gravures, le site fait partie d'un ensemble de roches gravées situées sur les flancs de la Montagne du Mahury.
Le site est inscrit comme monument historique par arrêté du 8 mars 2002.